# Gullered
Gullered is een plaats in de gemeente Ulricehamn in het landschap Västergötland en de provincie Västra Götalands län in Zweden. In de buurt van de plaats begint de rivier de Ätran.